# Audax Italiano La Florida
Audax Italiano is een Chileense voetbalclub uit La Florida, een voorstad van Santiago. De club nam twee keer deel aan de Copa Libertadores (2007 en 2008).
De club werd in 1910 opgericht door de Italiaanse immigranten Ruggero Cozzi, Alberto Caffi, Amato Ruggeri, Arnaldo Antolise, Epaminondas Andreani, Zifredo Bersezio, Emilio, Octavio & Pergente Cintolesi, Enrique & Luis Dateri, Saturnino del Sante, Carlos Daveni, Mario Maglio, Albino Pagani, Arturo Podestá, Victorio Queirolo, Gerólamo Repetto, Armando Zanelli, Héctor Zembo en Rafael Zembo.

## Erelijst
- Primera División (4)
  - Winnaar: 1936, 1946, 1948, 1957
- Copa Chile (1)
  - Winnaar: 1941
  - Finalist: 1981, 1998

## Bekende (oud-)spelers
De Surinaamse Nederlander Bernio Verhagen stond in 2019 kort onder contact maar kwam niet tot spelen.
- Salvador Cabañas
- Humberto Suazo
- Franco di Santo

## Trainer-coaches
- Carlos Giudice (1936)
- Raúl Marchant (1946)
- Salvador Nocetti (1947-1948)
- Ladislao Pakozdi (1951-1957)
- Luis Álamos (1967-1968)
- Néstor Isella (1975-1977)
- Hernán Godoy (1977)
- Néstor Isella (1979)
- Hernán Godoy (1980-1981, 1985)

- Rosauro Parra (1986)
- Hernán Godoy (1988)
- Óscar Meneses (1993-1994)
- Jorge Aravena (1995)
- Roberto Hernández (1996-1997)
- Oscar Malbernat (1997-1999)
- Óscar del Solar (2000-2001)
- Hernán Godoy (2001-2002)
- Claudio Borghi (2002-2003)

- Roberto Hernández (2003-2005)
- Jaime Pizarro (2005)
- Óscar Meneses (2005)
- Raúl Toro (2007-2009)
- Pablo Marini (2009-2010)
- Marcelo Barticciotto (2010)
- Omar Labruna (2011-2012)
- Pablo Marini (2012-2013)
- Jorge Ghiso (2013-)